# Parallellhandling
Parallellhandling är ett dramaturgiskt begrepp som innebär att två berättelser äger rum samtidigt men ofta på olika platser (vanligtvis växelvis men ibland visat i så kallad split screen, se till exempel filmen Ocean's Eleven).
Begreppet och bruket av parallella handlingar fick sitt stora genombrott så tidigt i filmhistorien som med Det stora tågrånet (1903) där filmen växlade mellan att följa rånarna och de efterföljande poliserna. Tekniken användes dock även innan i dramer och komedier på teaterscenen, men möjligheten att klippa gjorde att växlingarna mellan de två (eller flera) handlingarna kunde ske snabbare.
Vanligtvis är parallellhandlingar ett spänningshöjande verktyg där de två parallellhandlingarna - och deras respektive huvudpersoner - möts efter en period. Ibland är dock parallellhandlingarna permanent åtskilda.